# 홍세태
홍세태(洪世泰, 1654년 1월 25일(음력 1653년 12월 7일)~1725년 2월 27일(음력 1월 15일))는 조선 후기의 시인이다. 본관은 남양(南陽), 자는 도장(道長), 호는 창랑(滄浪) · 유하(柳下)이다. 역관이라는 신분적 제약을 받았으나 문장에 재능이 있어 많은 시를 지었으며, 중인들을 모아 시사를 조직하는 등 위항 문학의 틀을 닦는 데 중요한 역할을 하였다.

## 생애

### 성장기
홍세태는 1653년 12월 7일 중인 무관인 홍익하의 아들로 태어났다. 중인의 신분으로 태어났지만 그는 어렸을 때부터 일반 양반들과 다르지 않은 교육을 받았다. 일찍부터 글방에 다녀 5세 때 글을 읽을 줄 알게 되고 7~8세 때 글을 지어 주위를 놀라게 했다고 한다.
반면 전하는 기록 중에는 그의 어렸을 적 출신을 다르게 설명하는 경우도 있다. 성대중(成大中)이 지은 책 《청성잡기》(靑城雜記)에는 홍세태가 원래 이씨 집안의 종이었는데 농사일을 하지 않는다는 이유로 주인이 그를 죽이려 했다고 나와 있다. 이에 그의 글재주를 아깝게 여긴 김석주(金錫胄, 왕의 외척)와 이항(李杭)이 돈을 모아 종 신분을 벗게 도와 주었고, 이후 홍세태는 두 사람을 아버지처럼 대했다고 한다. 또한 안대회 성균관대 한문학 교수 역시 그가 원래 노비였다고 서술하고 있다.

### 잡과 합격 후
1675년 식년시 잡과에 응시하여 한학관으로 뽑혔다.
1682년 동갑내기 김창흡(金昌翕)과 이규명 등 사대부들과 함께 북악산 아래 낙송시사(洛誦詩社)를 만들었다. 이들은 한 동네에 살고 있었는데다 비슷한 관심사를 갖고 있었기 때문에 시를 함께 지으면서 자연스럽게 우정을 쌓을 수 있었다.
김창흡의 주선으로 홍세태는 같은 해 도쿠가와 쓰나요시(德川綱吉)의 쇼군 취임을 축하하는 통신사의 일행으로 일본에 다녀오는 기회를 얻게 된다. 일행 내 그의 직책은 부사(副使) 자제군관(子弟軍官)이었다. 일본어를 몰랐던 홍세태는 역관의 임무를 수행하기 위해서가 아니라, 단순히 일본의 풍물을 구경하기 위해 따라간 것이었다. 그는 쓰시마 섬에서부터 매우 인기가 있었는데, 당시 현지 승려였던 조삼(朝三)과 에도까지 가면서 틈만 나면 서로 시를 지어 교환했다. 그의 작품을 원하는 일본인들에게 화원의 그림값과 맞먹는 돈을 받고 시를 지어주었다. 당시 그는 시뿐 아니라 그림도 그려 주었고, 덕분에 일본에는 한국에 없는 그의 그림이 전하고 있다.
1698년 청의 호부시랑 박화낙(博和諾)이 의주에 머물면서 조선 조정에 시를 지어 바칠 것을 요구했다. 홍세태는 이에 천거되어 그에게 시를 써서 답해 주었고, 공로를 인정받아 이문학관(吏文學官)으로 제수된다.
1700년 경 북악산 아래 유하정(柳下亭)이라는 집을 짓고 거기서 작시 활동을 계속했다.

### 위항시집 편찬
이후 김창협이 홍세태에게 위항시집 편찬을 권유하였다. 홍세태 이전에 많은 위항시인들이 작품을 남겼지만, 대부분 이를 체계적으로 정리하여 책으로 펴낼 경제적, 상황적 여력을 갖추지 못했기 때문에 저자가 죽은 후 얼마 지나지 않아 작품들이 흩어져 흔적이 남지 않는 경우가 다반사였다. 1651년 노비 출신 유희경 등이 《육가잡영》(六家雜詠)을 편찬한 바 있으나 당대까지는 여항 문집으로는 이것이 유일했었다. 김창협은 위항시를 선별하여 모아 편찬하는 적임자가 홍세태라고 판단하여 그에게 편찬 작업을 의뢰한 것이다.
당시 위항시인들은 사회적으로 유명한 사람이 없었기 때문에 유족들을 찾아 남긴 작품을 수집하는 일은 쉽지 않았다. 결국 10년에 걸친 탐색 기간을 거쳐 48명이 남긴 235편의 시를 엄선하여 1712년 《해동유주》라는 제목을 붙여 간행하게 된다.

### 작시 활동
그는 양반과 중인을 가리지 않고 뜻이 맞는 여러 문인들과 교류하면서 많은 시를 지었다. 그와 함께 했던 문인들은 사대부로는 김창협과 김창흡 형제, 이규명(李奎明) 등이 있었고, 중인으로는 임준원(林俊元), 최승태(崔承太), 유찬홍(庾纘弘), 김충렬(金忠烈), 김부현(金富賢), 최대립(崔大立) 등이 있었다.
그는 자신의 시에 대한 자부심이 컸으며, 이를 모아 후대에 전하고자 하는 욕구가 컸다. 따라서 자신의 작품들을 책으로 내놓는 것을 고려하여 미리 정리해 두었으며 머리말도 미리 써 두었고, 책을 펴 내는 데 필요한 돈까지 자비로 마련했다. 그는 부인 및 제자들에게 자기가 죽은 뒤에 문집을 펴 낼 것을 부탁하였다고 한다. 훗날 역시 가난한 중인 시인이었던 이덕무는 물질적으로 고통을 겪는 와중에도 시집을 남기는 것에 더 큰 관심을 보였던 그에 대한 안타까움을 자신의 책 《이목구심서》에서 다음과 같이 표현하였다.
| “ | 홍세태가...베갯속에 백은(白銀) 70냥을 저축해 두었다. 여러 문하생들에게 자랑삼아 보여주면서 '이것은 훗날 내 문집을 발간할 자본이니, 너희들은 알고 있으라.' 하였다...어찌하여 살아 있을 적에 은전 70냥으로 돼지고기와 좋은 술을 사서 70일 동안 즐기면서 일생 동안 주린 창자나 채우지 않았는가. | ” |

실록을 포함한 과거 문헌에 홍세태가 외교 사절 및 지인들에게 시를 지어 주었다는 내용이 자주 등장하는데, 여기서 홍세태의 문장력은 당시 일본과 청나라에서 인정을 받고 있었음을 알 수 있다. 앞에서 설명하지 않은 사례들 중 대표적인 것들은 다음과 같다.
- 젊은 시절(1675년 ~ 1682년 사이로 추측된다) 김석주가 칠언 절구의 시를 주문하자 자고사(鷓鴣詞)를 지어 그에게 극찬을 받았다.[6]
- 1695년(숙종 21년) 청의 칙사가 조선의 시문, 서적을 요구하면서 동시에 홍세태의 시를 요구하여 이에 지어 주어 가지고 갔다.[13]
- 1723년(경종 3년) 황제의 부고(訃告)를 전하러 온 청의 사신이 시를 지어 줄 것을 청하자 홍세태가 이에 답하여 사운 율시(四韻律詩)를 지어 주었다.[14]

영조실록에는 영조가 스스로 어렸을 적 홍세태의 명성을 듣고 사람을 시켜 그의 시를 구했다고 회고하는 장면이 나온다.

### 가정사
시적인 탁월함 뒤에 그의 가정사는 지독히 불행했다. 전문 지식을 이용하여 막대한 돈을 벌었던 당시 역관들 과는 달리 이권과 관계가 없는 하급 관리직을 전전한 탓에 가족들은 굶주렸고, 8남 2녀나 되는 자식들이 전부 자기보다 먼저 세상을 등지는 것을 목도해야만 했다.

## 사상
홍세태는 천기론, 즉 '천기(天機)가 깊은 자가 좋은 시를 짓는다'라는 이론의 신봉자였는데, 구체적으로 작시(作詩)에 대해 다음과 같은 주장을 폈다.
| “ | 시는 하나의 소기(小技)이다. 그러나 명예와 이욕에서 벗어나 마음에 얽매인 바가 없지 않고는 잘 지을 수 없다....예로부터 시를 잘하는 사람은 산림초택(山林草澤) 사이에서 많이 나왔다. 부귀하고 세력 있는 자라 하여 시를 잘 할 수 있는 것은 아니다. 이로 미루어 보아 시는 작은 것이 아니라 그 사람됨까지도 알아볼 수 있는 것이다. | ” |

즉 시를 통해 사람됨을 식별할 수 있어야 하고, 이는 시에 그 사람의 개성이 담겨야 한다는 의미이다. 그는 이 개성이 입신양명을 위해 공부하는 사대부들보다는 순수한 마음으로 시를 짓는 위항시인들을 통해 더 잘 구현될 수 있다고 주장했다.

## 가족 관계
- 할아버지 : 홍자호(洪自灝)[1]
- 아버지 : 홍익하(洪翊夏)[1]
- 어머니 : 강릉 유씨[1]
- 형제 : 홍세범(洪世範), 홍세굉(洪世宏)[1]
- 아들 : 홍광서(洪光緖)[18]

## 편·저서
- 《해동유주》(海東遺珠): 1713년 여항시인 48명의 시를 모아 묶어 편찬한 것이다.
- 《유하집》(柳下集): 홍세태가 생전 자신의 시 등을 정리해 둔 것을 그가 죽은 지 6년 뒤인 1730년(영조 6년)에 지인들이 출간한 것이다.

### 기타
- 《홍세태간찰》: 성균관대학교 소장.[19]

## 참고 문헌
1. 1 2 3 4 5 6 7 8  『유하집』, 부록, 묘지명
2. ↑  정내교, 『완암집』 권4, 창랑 홍공 묘지명
3. ↑  브리테니커 온라인. “홍세태”. 2009년 3월 30일에 확인함.[깨진 링크(과거 내용 찾기)]
4. ↑  한국민족문화대백과사전[깨진 링크(과거 내용 찾기)]
5. ↑  디지털 여항문화. “여항 백과 : 인물 : 홍세태”. 2009년 3월 31일에 확인함.[깨진 링크(과거 내용 찾기)]
6. 1 2  한국고전번역원. “(청성잡기)제3권 성언(醒言), 홍세태(洪世泰)의 절창 자고사(鷓鴣詞)”. 2009년 3월 31일에 확인함.
7. ↑  안대회 (2008년 5월 30일). “늙은 나무꾼의 노래”. 한겨레21. 2009년 3월 31일에 확인함.
8. 1 2 3 4 5 6  허경진 (2007년 3월 27일). “조선후기 신지식인 한양의 中人들] (13)홍세태의 활약상”. 서울신문. 2009년 3월 31일에 확인함.
9. ↑  한국고전번역원. “(동사일록)원액 총수 4백 73인(元額總數四百七十三人)”. 2009년 3월 31일에 확인함.
10. 1 2 3  허경진 (2007년 3월 20일). “조선후기 신지식인 한양의 中人들] (12)日·淸도 인정한 역관시인 홍세태”. 서울신문. 2009년 3월 31일에 확인함.
11. ↑  한국고전번역원. “청성잡기 제3권 성언(醒言)”. 2009년 3월 31일에 확인함.
12. ↑  이덕무, 『청장관전서』 권50, 「이목구심서」3
13. ↑  이긍익. “연려실기술 별집 제5권 사대전고 조사(詔使)”. 2009년 3월 31일에 확인함.
14. ↑  한국고전번역원. “(조선왕조실록)경종 3년 계묘(1723, 옹정 1), 7월 11일(무자), 청나라 사신이 재물을 요구하지 않고 도성을 떠나다”. 2009년 3월 31일에 확인함.
15. ↑  한국고전번역원. “(조선왕조실록)영조 34년 무인(1758, 건륭 23), 10월 7일(경신), 재실에서 《장릉지》를 읽게 하고 사육신과 3상에게 ‘충’자로 시호를 내리도록 하다”. 2009년 3월 31일에 확인함.
16. ↑  허경진 (2007년 4월 16일). “조선후기 신지식인 한양의 中人들] (16) 역관 명문 인동 장씨”. 서울신문. 2009년 3월 31일에 확인함.
17. ↑  홍세태, 『유하집』 권9, 설초시집서(雪蕉詩集序)
18. ↑  한국고전번역원. “(조선왕조실록)영조 46년 경인(1770, 건륭 35), 6월 14일(무자), 홍세태의 아들 홍서광 등의 서용을 명하다”. 2009년 3월 31일에 확인함. 문서의 제목에는 홍서광으로, 본문에는 홍광서로 나와 서로 모순된다.
19. ↑  e뮤지엄 (국립중앙박물관). “유물상세정보: 홍세태간찰”. 2020년 3월 1일에 확인함.